# Aname platypus
Aname platypus is een spinnensoort uit de familie Anamidae.
Aname platypus werd in 1875 beschreven door L. Koch.